# NGC 6493
NGC 6493 ist eine 14,5 mag helle Balken-Spiralgalaxie vom Hubble-Typ SBcd im Sternbild Drache am Nordsternhimmel. Sie ist schätzungsweise 274 Millionen Lichtjahre von der Milchstraße entfernt und hat einen Durchmesser von etwa 85.000 Lichtjahren. Gemeinsam mit NGC 6491 bildet sie ein (optisches?) Galaxienpaar.
Im selben Himmelsareal befinden sich u. a. die Galaxien NGC 6488 und IC 4669.
Das Objekt wurde am 5. Juli 1885 von Lewis A. Swift entdeckt.